# Горлиця велика
Горлиця велика або Горлиця східна (Streptopelia orientalis) — птах родини голубових.

## Поширення та місця існування
Цей птах мешкає в частині Сибіру і Центральної Азії, а зимує в Південно-Східній Азії. В Європі, вкрай рідкісний. Середовищем проживання є лісові галявини, часто для живлення залітають на скошені поля. Висотний діапазон розподілу від низовин до висот 4000 метрів над рівнем моря. 

## Морфологічні ознаки
Має довжину тіла від 30 до 35 см, а розмах крил 54-62 см. Дуже нагадує горлицю звичайну, проте на третину більша й важча. На шиї у дорослих особин розташовані чорні і білі смуги. Очі птахи світло-червоного кольору, а повіки темно-червоного, дзьоб коричневий, ноги з червоним відтінком. Обидві статі виглядають однаково.

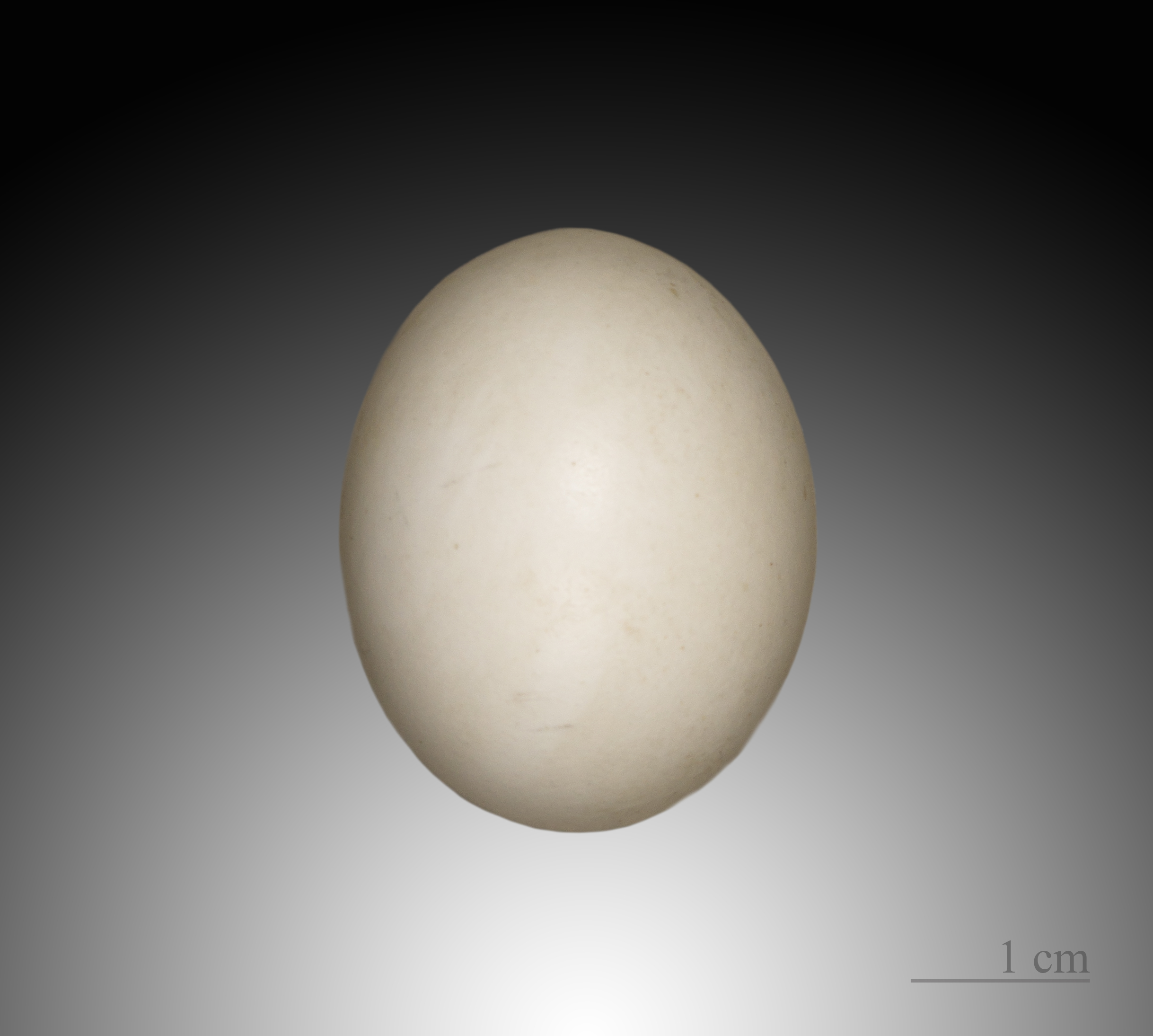
Яйце Streptopelia orientalis

## Поведінка
Живе поодинці, парами або в невеликих групах. Політ швидкий, прямолінійний. Основою харчування є насіння бур'янів, пшениці та інших злаків, різних деревних порід. Крім того, вони іноді їдять різні ягоди і молюсків. У пошуках їжі знаходиться в основному на землі. У північній частині ареалу є мігруючим. 3вуки: низькотональне і трохи хрипке «ху — гу — ху — гу — ху — гу», подібне до голосу голуба-синяка.

## Відтворення
Репродуктивний період на півночі триває з травня по серпень, у південній Індії — з листопада по лютий. Гніздо будує на дереві або чагарнику, розташоване на гілках дерев, причому перевагу птах надає горизонтальним гілкам, оскільки на них можна зручно розташувати необхідну кількість будівельного матеріалу для житла. У місті кубло великої горлиці можна побачити на карнизах будинків, на горищах та під дахами людського житла. Гніздо, за формою практично плоске, горлиця велика будує невисоко над землею. Кладка складається з двох яєць невеликого розміру, вага яйця близько 9 г. Їх насиджують обоє батьків від 15 до 16 днів. Молоді птахи оперяються після 15 — 17 днів.